# Parker-Expedition

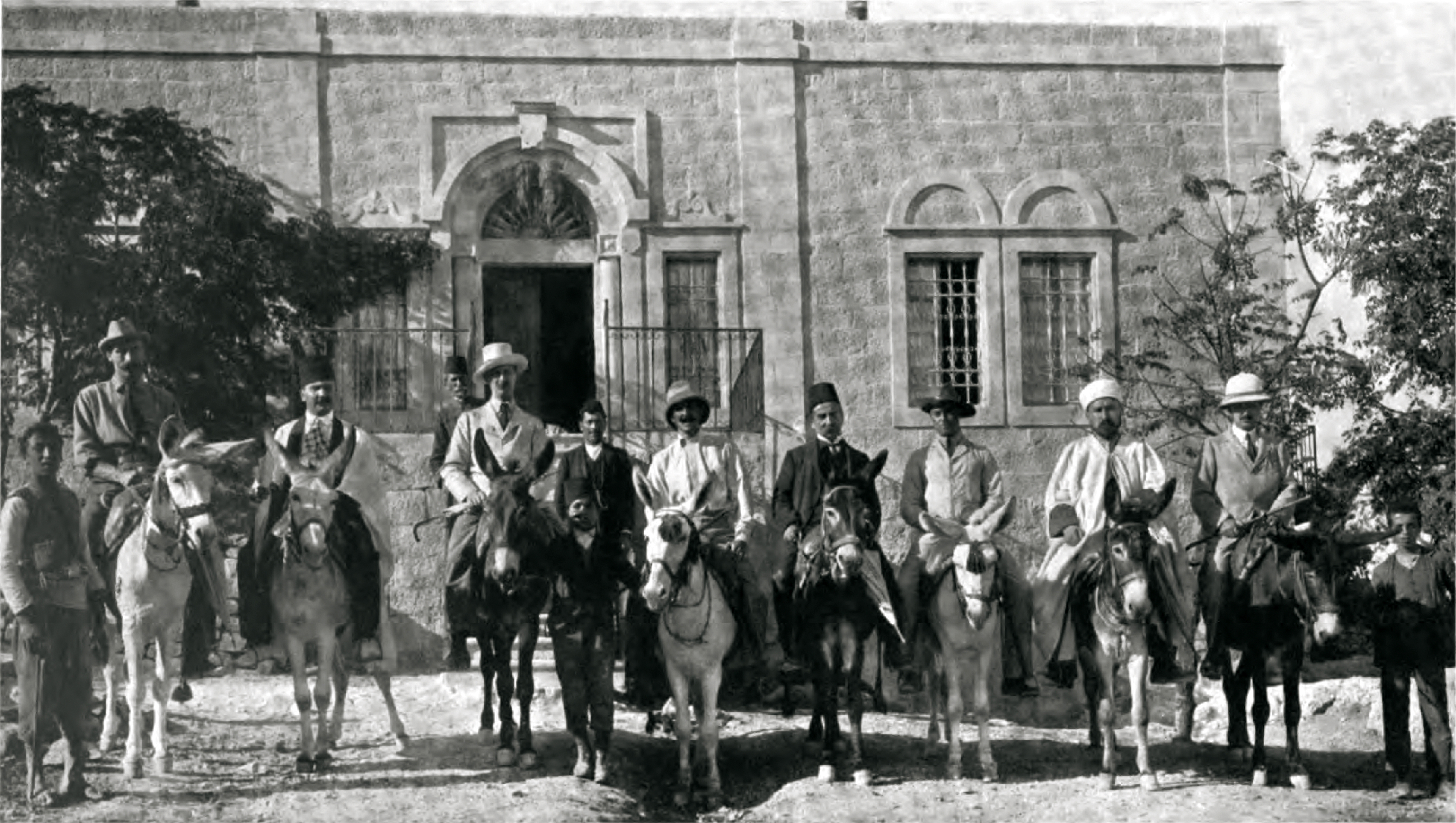
Die Mitglieder der Expedition (von links) Robin Duff, Habip Bey, Montagu Parker, Cyril Foley, Hagop Makasdar, Cyril Ward, Abdulaziz Mecdi Effendi, Clarence Wilson, um 1909

Die Parker-Expedition war eine irreguläre archäologische Ausgrabung von 1909 bis 1911 mit dem Ziel, den fabelhaften Schatz König Salomos, wahlweise auch die Bundeslade, in Jerusalem zu erbeuten.

## Vorbereitungen

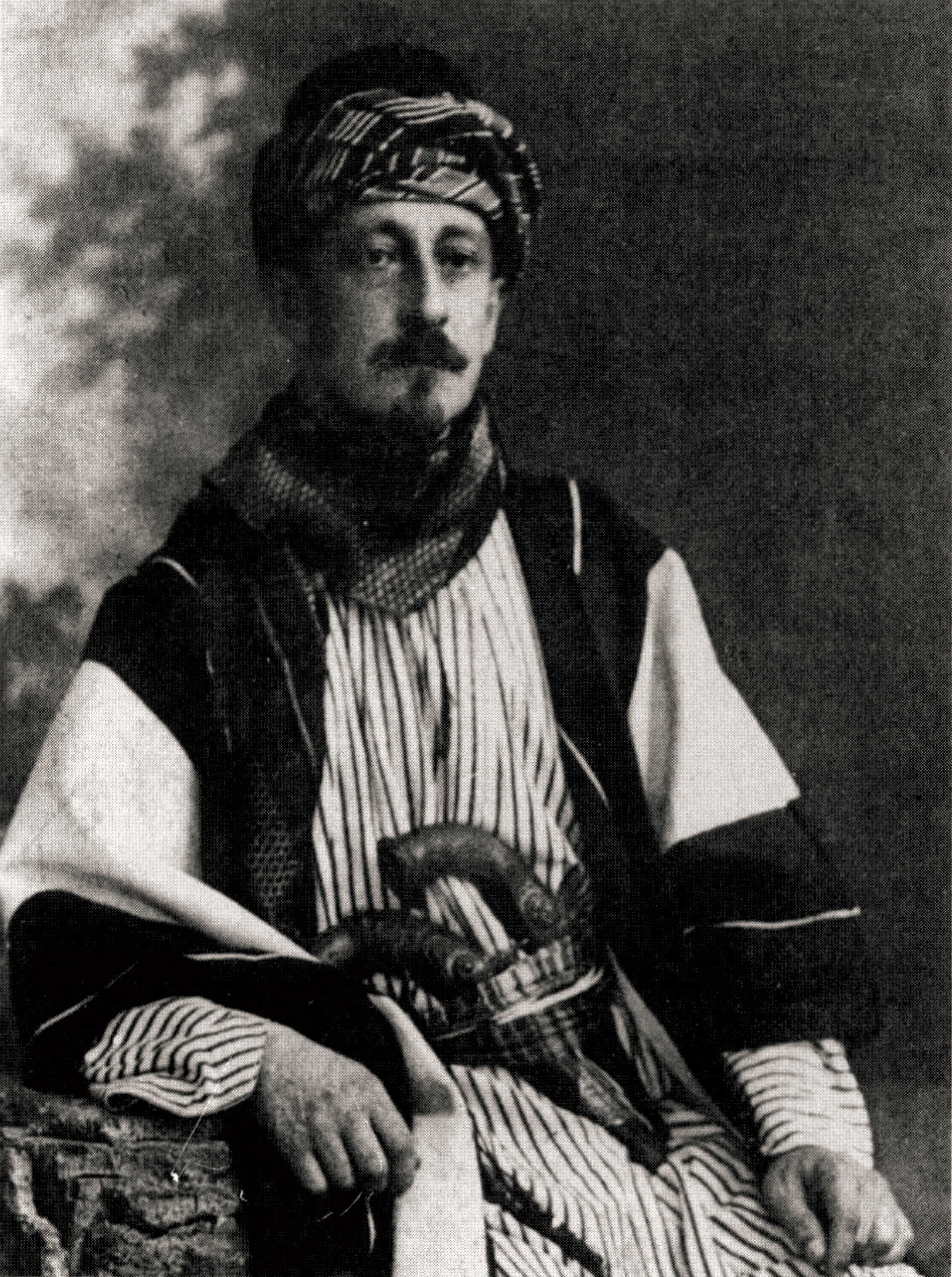
Valter Juvelius in Jerusalem, um 1909

Der finnische Philologe Valter Juva, alias Valter Henrik Juvelius, wollte im unvokalisierten Text des Buchs Ezechiel eine Beschreibung entdeckt haben, die den Ort verriet, wo vor der Eroberung Jerusalems durch Nebukadnezars Truppen im Jahre 586 der Schatz der Könige von Juda versteckt worden sei. Spiritistische Séancen mit einem schwedischen Medium hatten ihn in dieser Ansicht bestärkt. Es gelte, einen unterirdischen Gang freizulegen, durch den man von außen in den Bereich des Tempelbergs vordringen könne, wo sich das Schatzversteck (Juvelius nannte es „Tempelarchiv“) befinde. Im Jahr 1908 reiste er durch Europa und suchte Sponsoren, die seine Schatzsuche finanzieren könnten – zunächst vergeblich.
Aber in dem 30-jährigen Captain und Veteran des Burenkrieges Montagu (Monty) Brownlow Parker, dem späteren 5. Earl of Morley, fand Juvelius eine Persönlichkeit, die sowohl eigene finanzielle Mittel in das Projekt einbrachte als auch weitere Geldgeber aus ihrem gesellschaftlichen Umfeld warb. Darunter waren so unterschiedliche Personen wie Consuelo Vanderbilt, Duchess of Marlborough und die Familie Armour aus Chicago (Armour & Company, Fleischkonserven), aber auch mehrere russische und schwedische Adlige. Während Parker im Winter 1908/09 in England und Amerika mühelos mehr als 125.000 $ für die Expedition zusammenbrachte, war auch Juvelius erfolgreich: es gelang ihm, den Hellseher Lee zu verpflichten.
Da nach osmanischem Recht alle bei archäologischen Grabungen gefundenen Objekte Staatseigentum waren, musste Parker die Ziele seiner Expedition verschleiern. Er erkaufte sich in Konstantinopel eine Grabungserlaubnis. Über einen Agenten erwarb er Land auf dem Ophel und gewann die Protektion zweier hochrangiger osmanischer Beamter, die er für ihr Wohlwollen monatlich bezahlte. Sie sollten an dem erwarteten Schatz beteiligt werden und im Gegenzug zulassen, dass er außer Landes gebracht würde.

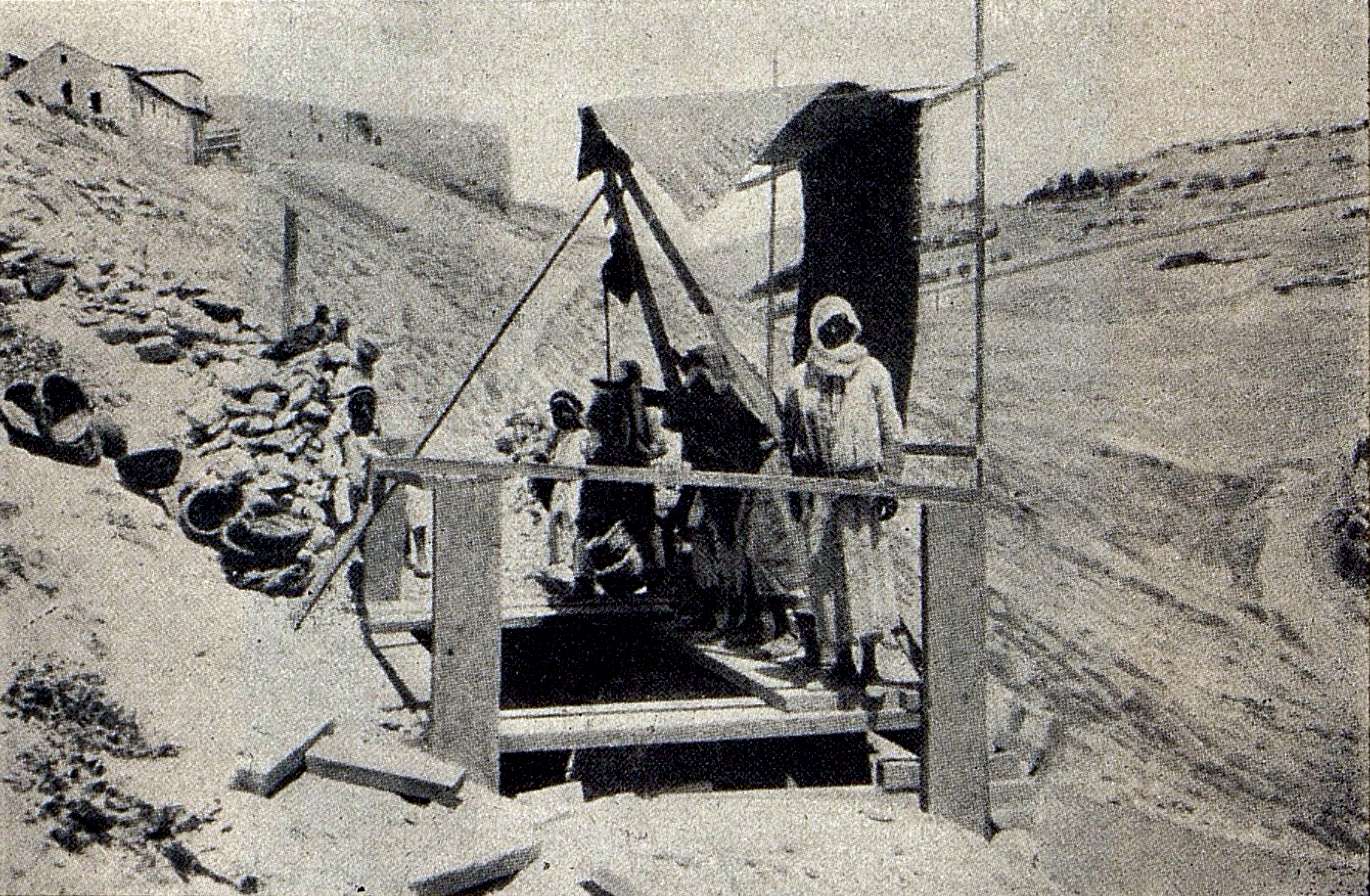
Grabung der Parker-Expedition in der Davidsstadt; im Hintergrund die südliche Umfassungsmauer des Tempelbergs

## Grabungen in der Davidsstadt
Im August 1909 kam die Parker-Expedition in Jerusalem an und quartierte sich im Auguste-Viktoria-Hospiz auf dem Ölberg ein, wohnte aber im Hotel Fast, dem besten Haus der Stadt. Außer Parker gehörten einige befreundete junge Aristokraten zur Expedition: Clarence Wilson, Captain Robin G. Duff und Major Cyril Foley. Hinzu kamen Valter Juvelius, das irische Medium Lee, ein gewisser van Bourg, ein Schwede namens Herman Wrangel und der armenische Übersetzer Hagop Makasdar.
Material wurde großzügig eingekauft, Arbeiter und Bedienstete wurden angeheuert, Beamte bestochen; sodann begann man, auf Geheiß des Mediums, den Warren-Schacht freizulegen. Der Ingenieur Walsh leitete die Arbeiten; 179 Arbeiter waren Tag und Nacht in vier Schichten tätig. Türkische Soldaten schirmten das Grabungsgelände von allen neugierigen Blicken ab.

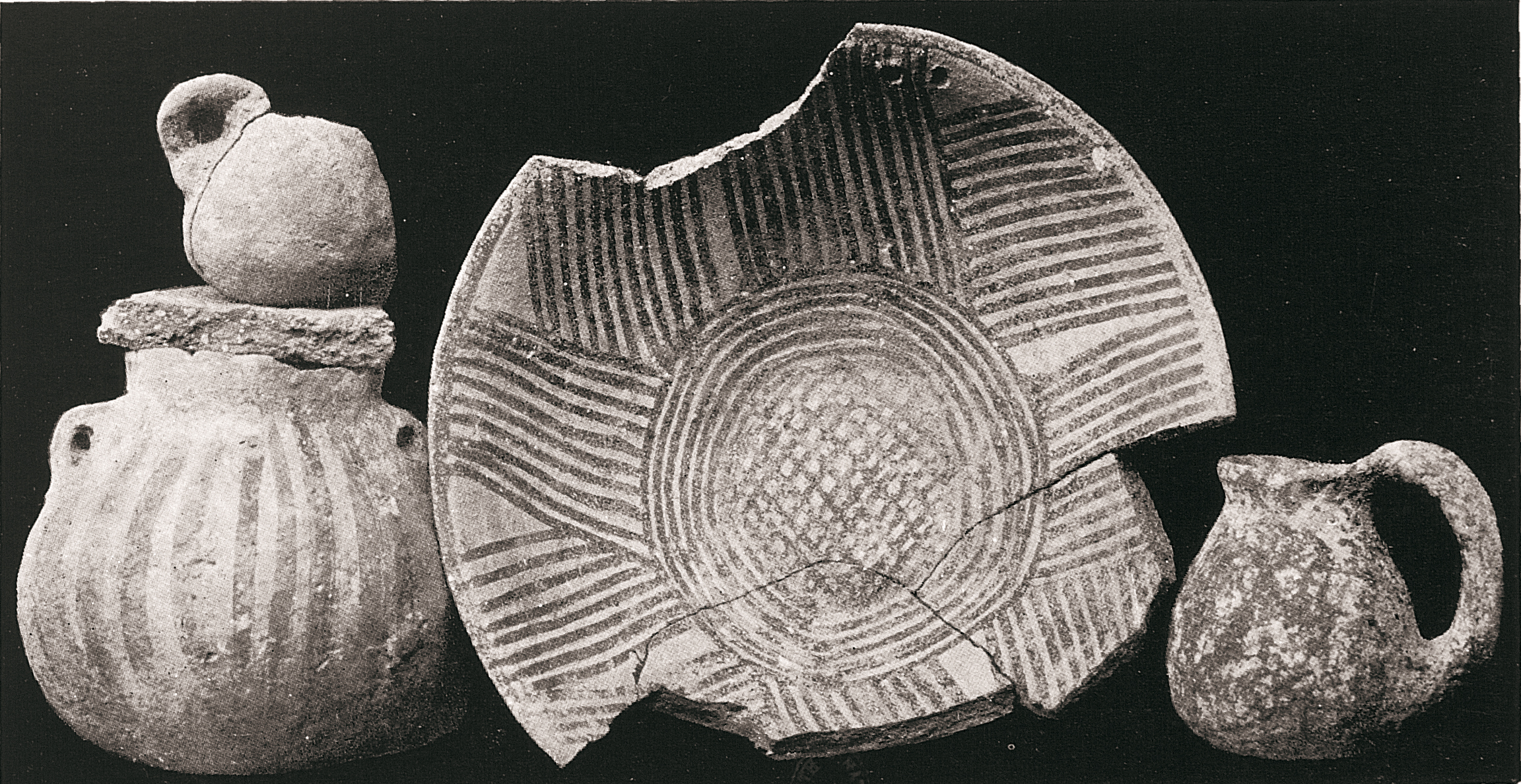
Keramikfunde der Parker-Expedition

Die Aktivitäten auf dem Ophel und die Geheimniskrämerei erregten das Misstrauen der britischen und amerikanischen Archäologen in Jerusalem. Parker hatte offenbar gar keine archäologischen Kenntnisse und dokumentierte die Arbeiten nicht. Um die Vorwürfe zu entkräften, gewann Parker den renommierten Archäologen und Dominikaner Louis-Hugues Vincent für seine Expedition, deren eigentliche Ziele er vor Vincent verbarg. Vincent vermaß und erforschte das Warren-Tunnel-System (von ihm „Ophel-Tunnel“ genannt) fachmännisch; der Protest legte sich daraufhin.
Vincents Interpretation des Karstschachts war folgenreich für das Verständnis von 2 Sam 5,6–8 . Ihm zufolge drang Joab durch diesen Schacht (ṣinnor, „Röhre“) in die Stadt ein und eroberte Jerusalem handstreichartig für David. „Der wortgewaltige Dominikanerpater hat dabei die Eroberung Jerusalems durch den ṣinnor zu einem spektakulären Szenario ausgebaut …, das drei Generationen lang Gelehrte, Politiker und Touristen in ihren Bann schlug und die Fantasie ungezählter Besucher beflügelte.“
Im November 1909 begann die winterliche Regenzeit und erzwang die Unterbrechung der Arbeiten. Parker kehrte nach London zurück und reorganisierte die Expedition. Er engagierte Ingenieure, die zuvor bei der Londoner Untergrundbahn gearbeitet hatten, und besorgte ihnen das Material, das sie wünschten. Im August 1910 wurde die Grabung auf dem Ophel wieder aufgenommen; es ging nun effektiver voran.
Vincent konnte die erste präzise Beschreibung und Kartierung des Hiskija-Tunnels anfertigen (es waren zuvor schon einzelne Personen hindurchgekrochen), mit dieser Leistung begann dessen moderne Erforschung. Unterdessen war Parker aber seinem Schatz nicht näher gekommen und wurde von den Behörden informiert, dass seine Grabungen im Sommer 1911 abgeschlossen sein müssten.
Juvelius hielt sich bis Herbst 1910 bei der Grabung auf, beziehungsweise unternahm Ausflüge in der Umgebung, da er bei den Arbeiten nicht direkt von Nutzen sein konnte. Dann erkrankte er (vermutlich an Malaria) und kehrte nach Finnland zurück.
Trotz der winterlichen Regenfälle und der Risiken für die Arbeiter in den engen Schächten wurden die Grabungen ohne Unterbrechung bis ins Frühjahr 1911 fortgesetzt.

## Grabungen auf dem Tempelberg

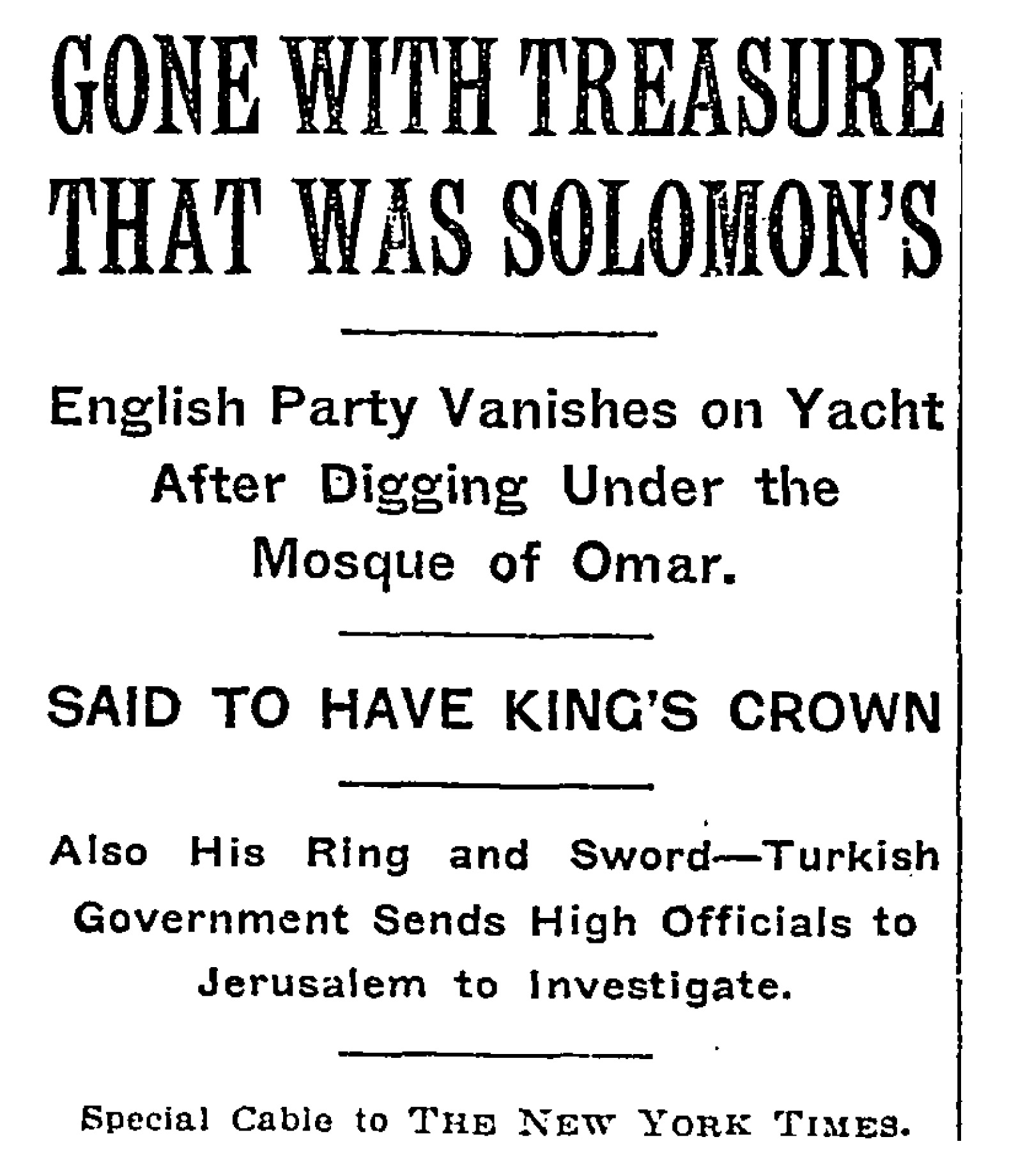
The New York Times, 5. Mai 1911

Parker, der immer mehr unter Zeitdruck geriet, bestach Gouverneur Azmey Bey mit 25 000 $ dafür, dass sein Team nach Einbruch der Dunkelheit in orientalischer Verkleidung auf dem Tempelgelände selbst graben durfte. Azmey Bey bezog Scheich Khalil al-Ansari, den Oberaufseher des Haram, in diese Vereinbarung mit ein. Im Frühjahr 1911 grub man eine Woche lang im Südosten der sogenannten Pferdeställe Salomos an der vom Medium gewiesenen Stelle, fand aber nichts.
In der Nacht zum 17. April 1911 verschaffte sich Parkers Team Zugang zum Felsendom, wo man eine Naturhöhle unter dem heiligen Felsen erkunden wollte. Einer Legende zufolge befand sich unter der etwa 5 Meter langen und 7 Meter breiten Grotte ein Schacht, der in die Tiefe führte, Max Küchler zufolge ein „nicht untersuchter Hohlraum (Abfluss?)“ etwa in der Mitte der Grotte. Nach Mitternacht wurde ein einfacher Wächter des Schreins auf die Geräusche der Schatzgrabung aufmerksam und schlug Alarm, woraufhin Parkers Leute eiligst die Flucht ergriffen. Im Hafen von Jaffa ankerte Clarence Wilsons Yacht.
Während in Jerusalem ein Aufstand losbrach, gelang es Parker, die Ermittlungsbehörden zu täuschen und mit der Yacht Water Lily in internationale Gewässer zu entkommen. Das Gerücht besagte, die Parker-Expedition habe die Krone Salomos, die Bundeslade und das Schwert Mohammeds gestohlen. Tatsächlich waren die Expeditionsmitglieder im Hafen von Jaffa vom Zoll überprüft worden und hatten nichts mit an Bord nehmen können. Eine aufgebrachte Menge aus Muslimen und Juden, „dieses eine und einzige Mal in ihrer Empörung vereint“, versuchte in Jerusalem Scheich Khalil al-Ansari sowie den Übersetzer Hagop Makasdar zu lynchen. Nur die Verhaftung durch osmanische Soldaten rettete beiden das Leben. (Al-Ansari wurde später exekutiert; Makasdar, das einzige Expeditionsmitglied, dessen die Behörden habhaft werden konnten, wurde zu einer Gefängnisstrafe verurteilt.)
Parker selbst war nicht der Meinung, dass seine Expedition an diesem Punkt beendet wäre, und versuchte bis 1914 erfolglos, sie wieder aufzunehmen. Er erhielt keine Einreiseerlaubnis für das Osmanische Reich.

## Fazit
Zurück in London, musste Parker Fragen nach dem Zweck seiner Grabungen beantworten. Das von Vincent gesammelte Material kam nun gerade recht, um dem bizarren Unternehmen einen seriösen Anstrich zu geben. Es wurde unter dem Titel Underground Jerusalem (Jerusalem sous terre) veröffentlicht und zu einem Standardwerk der Jerusalemer Archäologie. Darin besteht der positive Ertrag der Parker-Expedition.
Der negative Ertrag des Unternehmens war die feindselige Stimmung in der Bevölkerung, die fortan nicht nur Abenteurern, sondern auch seriösen Archäologen entgegenschlug und Ausgrabungen auf dem Tempelberg unmöglich machte.